# Vallée de Zermatt
La vallée de Zermatt, ou vallée de Saint-Nicolas (Mattertal ou Nikolaital en allemand), est une vallée latérale du canton du Valais qui s'étend de Zermatt à Stalden.
Elle est drainée par la Viège de Zermatt.

## Sommets
- Barrhorn (3 610 m)
- Brunegghorn (3 833 m)
- Bishorn (4 153 m)
- Weisshorn (4 505 m)
- Zinalrothorn (4 221 m)
- Ober Gabelhorn (4 063 m)
- Unter Gabelhorn (3 392 m)
- Dent Blanche (4 357 m)
- Tête Blanche  (3 710 m)
- Dent d'Hérens (4 171 m)
- Cervin (4 478 m)
- Petit Cervin (3 883 m)
- Breithorn (4 164 m)
- Pollux (4 092 m)
- Castor (4 223 m)
- Liskamm (4 527 m)
- Mont Rose (4 634 m)
- Gornergrat (3 135 m)
- Strahlhorn (4 190 m)
- Rimpfischhorn (4 199 m)
- Allalinhorn (4 027 m)
- Alphubel (4 206 m)
- Kinhorn (3 750 m)
- Täschhorn (4 491 m)
- Dom des Mischabel (4 545 m)
- Hohgwächte (3 739 m)
- Lenzspitze (4 294 m)
- Nadelhorn (4 327 m)
- Balfrin (3 796 m)
- Mettelhorn (3 406 m)

## Localités
- Stalden (carrefour de la vallée de Zermatt et de la vallée de Saas) (795 m)
- Embd (1 356 m)
- Grächen (1 619 m)
- Saint-Nicolas  (1 120 m)
- Herbringgen (1 260 m)
- Randa (1 406 m)
- Täsch (1 449 m)
- Zermatt (1 608 m)

## Transport
Depuis 1891, la vallée est accessible grâce au chemin de fer Viège-Zermatt. La route monte depuis 1937, uniquement jusqu'à Täsch. Elle est prolongée jusqu'à Zermatt en 1972 mais la population s'oppose à une ouverture publique. L'accès à ce dernier tronçon reste donc soumis à autorisation.